# Каналонаполнитель

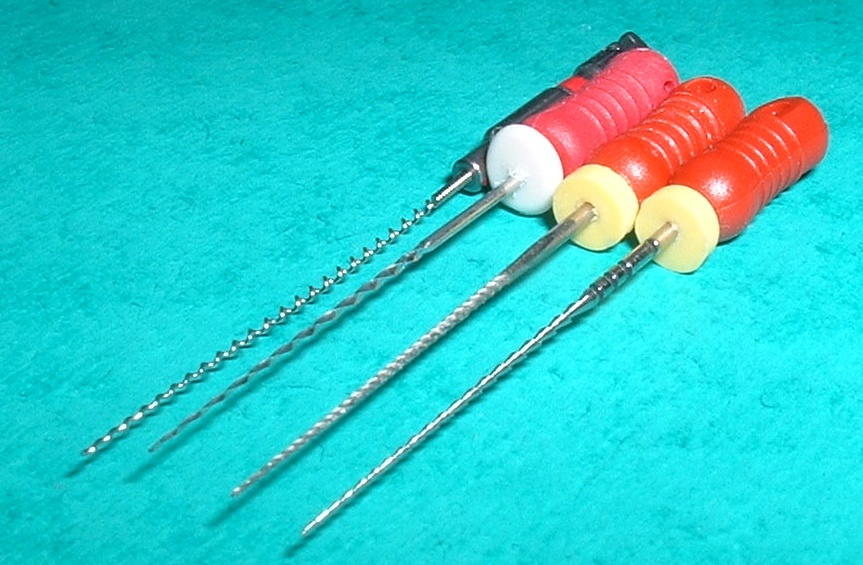
Каналонаполнитель (крайний слева)

Каналонаполнитель — эндодонтический инструмент, предназначенный для пломбирования корневых каналов зубов.

## Применение
Каналонаполнитель применяется в стоматологии в клинических условиях. Представляет собой спираль конической формы. Размер должен соответствовать размерам дриля и бурава. Средний ресурс не менее 3-х циклов заполнения пломбировочным материалом одного корневого канала.